# نادوکسولول
نادوکسولول (انگلیسی: Nadoxolol) یک عامل ضد آریتمی است (یعنی دارویی برای درمان ضربان قلب نامنظم)، از نظر ساختاری با داروهای مسدودکننده گیرنده بتا آدرنرژیک مانند پروپرانولول مرتبط است.